# Palomar 5
Palomar 5 – gromada kulista znajdująca się w odległości około 75,6 tys. lat świetlnych od Ziemi w kierunku konstelacji Węża. Została odkryta w 1950 roku przez Waltera Baadego oraz niezależnie w 1955 roku przez Alberta Wilsona.
Albert Wilson nazwał tę gromadę Gromadą kulistą Węża, jednak w gwiazdozbiorze tym znajdują się również 4 inne gromady kuliste, w tym słynna Messier 5. Ze względu na rozkład gwiazd Palomar 5 tymczasowo uznawano za przechwyconą przez Drogę Mleczną eliptyczną lub sferoidalną galaktyką karłowatą. Jako galaktyka karłowata Palomar 5 został nazwany Karłem Węża.
Stwierdzono, że Palomar 5 znajduje się obecnie w trakcie procesu zakłóceń pływowych przez grawitację Drogi Mlecznej rozrywającej gromadę. Wiele gwiazd gromady oddala się od niej, tworząc ogon skierowany w przeciwnych kierunkach. Ogon ten istnieje już kilka miliardów lat i rozciąga się na długości ponad 13 tys. lat świetlnych. Ogon ten jest nazywany Strumieniem Palomar 5.
Gromada Palomar 5 znajduje się 60,6 tys. lat świetlnych od jądra naszej Galaktyki.